# Kuajok
Kuajok, også stavet som Kuacjok eller Kwajok er en by i Sydsudan og hovedstad i delstaten Warrap.

## Beliggenhed
Kuajok ligger i delstaten Warrap i Bahr el Ghazal-regionen i den nordvestlige del af Sydsudan, nær den internationale grænse til Republikken Sudan og Abyei hvis status stadig er uafklaret. Den ligger cirka 690 km   nordvest for Juba, der er  hovedstaden i Sydsudan og den største by i landet,  og cirka 100 km, ad vej, nord for Wau, den største by i Bahr el Ghazal-regionen.
Byen Kuajok ligger på motorvej B38, langs den vestlige bred af Jurfloden, tæt på det geografiske punkt, hvor grænserne mellem den nordlige delstat Bahr el Ghazal, den vestlige delstat Warrap og den vestlige delstat Bahr el Ghazal krydser hinanden.  Kuajok fungerer som hovedstad i delstaten Warrap.